# Parque Quase-Nacional Murō-Akame-Aoyama
O Parque Quase-Nacional Muroo-Akame-Aoyama é um parque quase-nacional localizado na prefeitura japonesa de Nara. Estabelecido em 28 de dezembro de 1970, tem uma área de 26 308 hectares.